# Bothriospora
Bothriospora là một chi thực vật có hoa trong họ Thiến thảo (Rubiaceae).

## Loài
Chi Bothriospora gồm các loài: